# Одрина (втрачена)
Заповідне урочище «Одрина» (втрачена) – об’єкт природно-заповідного фонду, що був оголошений рішенням Сумського Облвиконкому №456   28.07.1970 року на землях Краснопільського лісгоспзагу (Краснопільське лісництво, квартал 16). Адміністративне розташування - Краснопільський район, Сумська область. 

## Характеристика
Площа – 0,6 га. 
Об’єкт на момент створення був унікальним насадження віком 82 роки.

## Скасування
Рішенням Сумської обласної ради № 445 21.08.1996 року пам'ятка була скасована. 
Скасування статусу відбулось по причині складеного акту. Через масове висихання сосни у віці 94 років, її доля у складі насадження зменшилася до 50 відсотків. Рідкісні та лікарські рослини відсутні. Із акту обстеження від 25.10.95
Вся інформація про стоворення об'єкту взята із текстів зазначених у статті рішень обласної ради, що надані Державним управлянням екології та природних ресурсів Сумської  області Всеукраїнській громадській організації «Національний екологічний центр України» . .